# Friedrich Ebrard
Friedrich Ebrard (vollst.: Friedrich August Ebrard; * 16. Mai 1891 in Basel; † 19. Mai 1975 in Luzern) war ein Schweizer Jurist und Spezialist für römisches Recht.
Ebrard stammte aus einer alten Hugenottenfamilie. 1917 wurde er an der Universität Leipzig mit einer juristischen Dissertation zu den Digesten promoviert, 1918 wurde er dort Privatdozent. Er lehrte seit 1920 als ao. Professor an der Universität Hamburg bis 1934, als er es ablehnte, den Beamteneid auf Adolf Hitler abzulegen. Außerdem wurde das römische Recht als Universitätsfach von den Nationalsozialisten angegriffen. Zuvor hatte er im November 1933 das Bekenntnis der deutschen Professoren zu Adolf Hitler unterzeichnet. Danach lehrte er in der Schweiz und wurde 1936 Professor an der Universität Zürich.

## Schriften
- Die Digestenfragmente ad formulam hypothecariam und die Hypothekarrezeption, Leipzig 1917
- Über Methoden, Systeme, Dogmen in der Geschichte des Privatrechts. In: Zeitschrift für Schweizerisches Recht, Bd. 67, 1948, S. 95–136 (Digitalisat).
- Babel, Bibel und Pandekten, Vortrag, Prag 1949
- Das theodosische Projekt eines "Predigesto", Mailand 1950